# عملية المراقبة الشمالية
عملية المراقبة الشمالية تم التخطيط لها بعد عملية توفير الراحة وكان هدفها تطبيق نظام حظر طيران في شمال العراق، وبدأت المهمة في 1 كانون الثاني/ يناير 1997.

## البداية
ودخلت كل من المملكة المتحدة وتركيا إلى جانب الولايات المتحدة حيث قدمت تركيا 45 طائرة وأكثر من 1400 موظف لدعم العملية.
وكانت تركيا قد سمحت للولايات المتحدة بمواصلة عملياتها لمدة ستة أشهر ووافقت تركيا على تمديد المدة لمدة 6 أشهر مرة أخرى.

## العمليات
وبالنسبة للسنة الأولى من البعثة ساد الهدوء في شمال العراق ولم تحدث أي اشتباكات بين العراق وقوات التحالف.
ولم تشارك قوات عملية المراقبة الشمالية عملية ثعلب الصحراء في كانون الأول/ديسمبر 1998.
وبعد عملية ثعلب الصحراء في العراق، أعلن العراق أنه لن يعترف بمنطقة حظر الطيران، وبدأ في الهجوم على طائرات التحالف.
ومن كانون الأول/ديسمبر 1998 إلى آذار/مارس 1999، بدأت الطائرات الأمريكية فوق شمال العراق تعرضت لإطلاق النار بشكل شبه يومي في العراق من صواريخ أرض جو، ومواقع الصواريخ والمدافع المضادة للطائرات.
وردت الطائرات الأمريكية بقصف مواقع للدفاع الجوي التي اطلقت عليها الصواريخ، وذلك باستخدام قنابل موجهة بالليزر.
وخلال الأشهر الأولى من عام 1999، توقف نشاط قوات التحالف فوق شمال العراق مؤقتاً وانتقلت الطائرات إلى إيطاليا للمشاركة في عملية للقوات المتحالفة.
وانخفض مستوى الصراع حتى غزو العراق عام 2003 وكان المجموع الكلي للعملية 36000 طلعة جوية، ونشر 40000 فرد خلال العملية.